# Alain Marcon
Alain Marcon, né  le 8 juin 1947 à Torigni-sur-Vire, est un sculpteur, mosaïste et dessinateur breton connu pour ses œuvres monumentales en bois polychrome. Il vit et travaille dans les Côtes-d'Armor à Plouha, dans la baie de Saint-Brieuc.

## Biographie

### Jeunesse et formation
Alain Marcon est né en Normandie le 8 juin 1947 à Torigni-sur-Vire. Son grand-père, anarcho-syndicaliste, fuit l'Italie avec sa famille pour échapper au régime de Mussolini, et crée une entreprise dans les Côtes d’Armor. Il grandit dans un milieu rural et ouvrier proche de l’anarcho-syndicalisme, ce qui l’influence dans sa carrière.
Il découvre le travail du bois dans l’atelier de menuiserie de son père. Pendant un voyage avec lui à Moissac, Alain Marcon est marqué par les sculptures du tympan de l’abbaye Saint-Pierre-de-Moissac. À la suite de cette découverte, il réalise à 8 ans ses premières sculptures grâce aux outils disponibles au sein de l’atelier de son père.
Alain Marcon obtient son baccalauréat de philosophie en 1964 au Lycée Leverrier de Saint-Lô. Il intègre ensuite l'École régionale des Beaux-arts de Rennes, d’où il sort diplômé en 1968. Il s’engage dans le mouvement de Mai 68 en occupant l’école des Beaux-Arts avec ses camarades. Il se forme ensuite à l’histoire de l’art à l’université de Rennes 2 de 1968 à 1971.

### Carrière artistique
Alain Marcon se considère à la fois comme artisan et comme artiste. 
Se positionnant en faveur de la figuration, Alain Marcon s'inscrit dans une mouvance d'artistes proches du parti communiste qui portent dans leurs réalisations un message politique sur les événements contemporains. Son travail se rapproche ainsi du mouvement de la figuration narrative. 
Dès 1981, il réalise plusieurs expositions personnelles. Il répond également à des commandes publiques. Certaines de ses œuvres sont ainsi visibles dans l'espace urbain comme à la halle commerciale de Dinard depuis 1994. Au cours de sa carrière, il fabrique également des mises en scènes sculptées pour des stands de foires.
En parallèle de ses activités artistiques, il crée des ateliers de sculptures populaires ouverts à tous afin de donner accès à cette technique et partager son savoir-faire.  

## Style

### Sujets
L'œuvre d'Alain Marcon aborde une grande diversité de sujets. Certains de ses travaux s'inscrivent dans des thèmes classiques de l'histoire de la sculpture, tels que l'iconographie mythologique (Le Satyre), la danse (Nijinsky 2) ou les figures symboliques (Le Rêveur, Les Baigneuses). Il élargit également son champ d'exploration en abordant des thèmes moins courants, parfois proches du domaine de la peinture. Ainsi, à travers des bas-reliefs, il propose des scènes de genres et des paysages, abordés avec une perspective d'une grande profondeur pour la sculpture.
L'engagement social est un autre aspect important de son œuvre. L'artiste sculpte des scènes dénonçant les injustices des sociétés humaines en mettant en scène ceux qui les combattent. Ainsi, il aborde le conflit israélo-palestinien (Le Sang noir - Gaza), les dangers de l'impérialisme (Apocalypse Disney), la guerre en Syrie (Temps de chiens) mais aussi des évènements plus locaux comme la grève du Joint français.

### Figuration
Ne souhaitant pas s’insérer ni dans un style académique ni dans l’abstraction, Alain Marcon puise ses influences dans le cubisme et dans les sculptures d’Henry Moore. 
Son recours à la figuration inscrit particulièrement Alain Marcon dans la lignée des artistes engagés qui émergent en France à partir du milieu des années 1960 autour du mouvement de la figuration narrative. Ces derniers reviennent ainsi à un style plus figuratif, qui comprend aussi un aspect documentaire, dépeignant des événements médiatiques contemporains. Une des premières manifestations notables de ce mouvement est la « Salle rouge pour le Vietnam », exposition à l’ARC (Animation – Recherche – Création) du 17 janvier au 13 février 1969.
Dans les années 1970, d’autres initiatives et collectifs d’artistes reprennent leurs idées. Ainsi, la coopérative des Malassis (1969 – 1977) développe une peinture politique, organisée en saynètes qui se succèdent, ce qui lui confère une forte capacité narrative et critique sur les événements représentés. L’œuvre d’Alain Marcon, par son style et son engagement, est comparable aux réalisations de la coopérative des Malassis. Lors de l’exposition Vivre avec la grève du Joint français au musée d’Art et d’Histoire de Saint-Brieuc du 17 septembre 2022 au 30 avril 2023, sa fresque Joint français 72 est d'ailleurs présentée en regard du Grand Mechui ou 12 ans d'histoire en France (1972). Cette peinture composée de 3 panneaux réalisée par la coopérative des Malassis, aujourd'hui conservée au musée des Beaux-Arts de Dole, retrace l'histoire de la Ve République. 

### Technique
Alain Marcon réalise des sculptures monumentales en bois, en haut-relief et en ronde-bosse, qu'il sculpte au ciseau directement dans la masse. Il souhaite s’inscrire dans l’héritage de la technique de la sculpture sur bois médiévale, telle que visible à l’abbatiale Saint-Pierre de Moissac ou Sainte-Foy de Conques,. Il accorde aussi une grande importance à la polychromie. 
Il utilise principalement le tilleul et le frêne, faibles en tanin, qui lui permettent de jouer avec les nuances naturelles du bois en le laissant nu. Dans ses sculptures, il laisse également visible les traces du ciseau tout en créant des modelés doux . Dans une interview de 2024, il exprime n’utiliser plus que le tilleul pour sa finesse et sa résistance au temps.
Alain Marcon réalise aussi des sculptures avec des matériaux peu communs, souvent issus de l'industrie, comme la résine époxy (La Nuit du 13 décembre), le métal et le plastique (Le Sang noir - Gaza).

## Œuvres

### Sculptures

#### La Révolte des Bonnets rouges(1975)
La Révolte des Bonnets rouges est une série de six bas-reliefs en bois polychrome réalisée par Alain Marcon en 1975. Chaque panneau mesure 85 cm de hauteur sur 56 cm de longueur. Le sculpteur breton représente plusieurs scènes de la révolte du Papier timbré, aussi connue sous le nom de révolte des Bonnets rouges, insurrection antifiscale menée en Bretagne entre avril et septembre 1675, après l'imposition de taxes sur le tabac et le papier timbré.
En 1977, l'œuvre est acquise par le Musée d'Art et d'Histoire de Saint-Brieuc.

La Révolte des Bonnets rouges, du mois d'avril à l'automne 1675
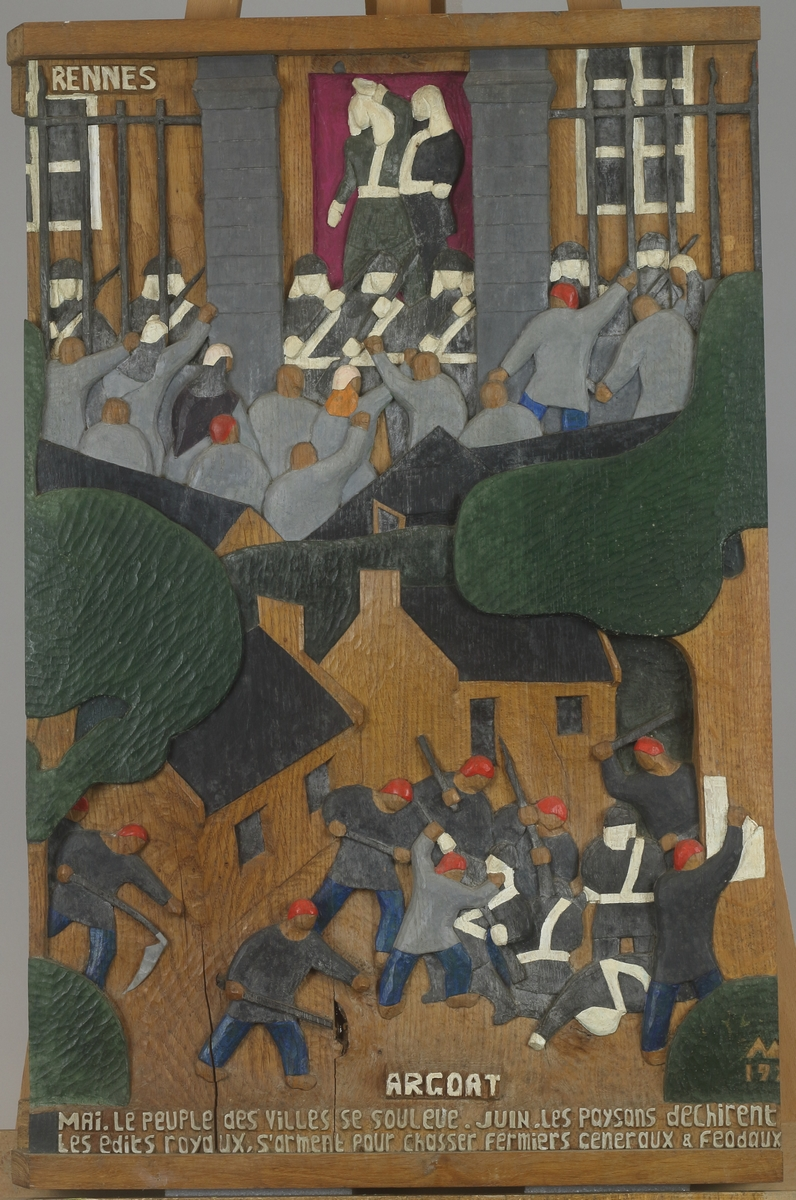
Les soulèvements populaires à Rennes et dans l'Argoat en mai et juin 1675
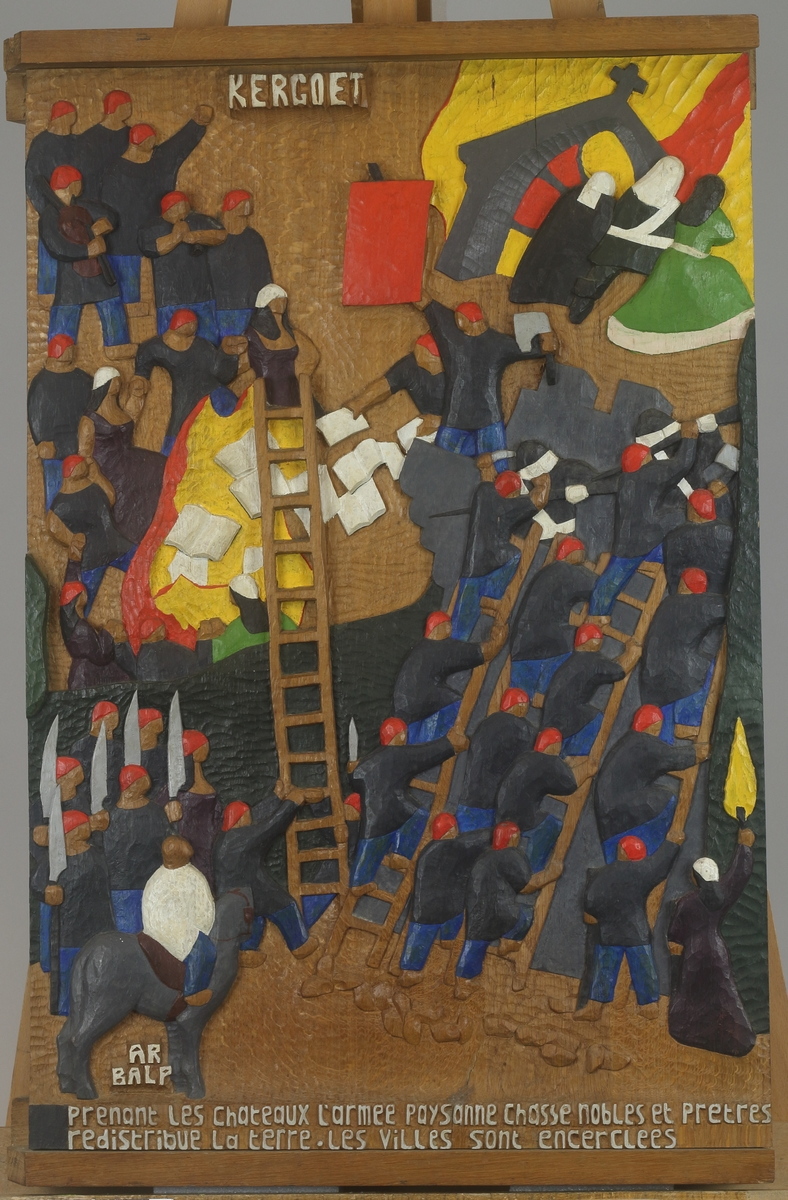
L'attaque du château de Kergoët en juillet 1675
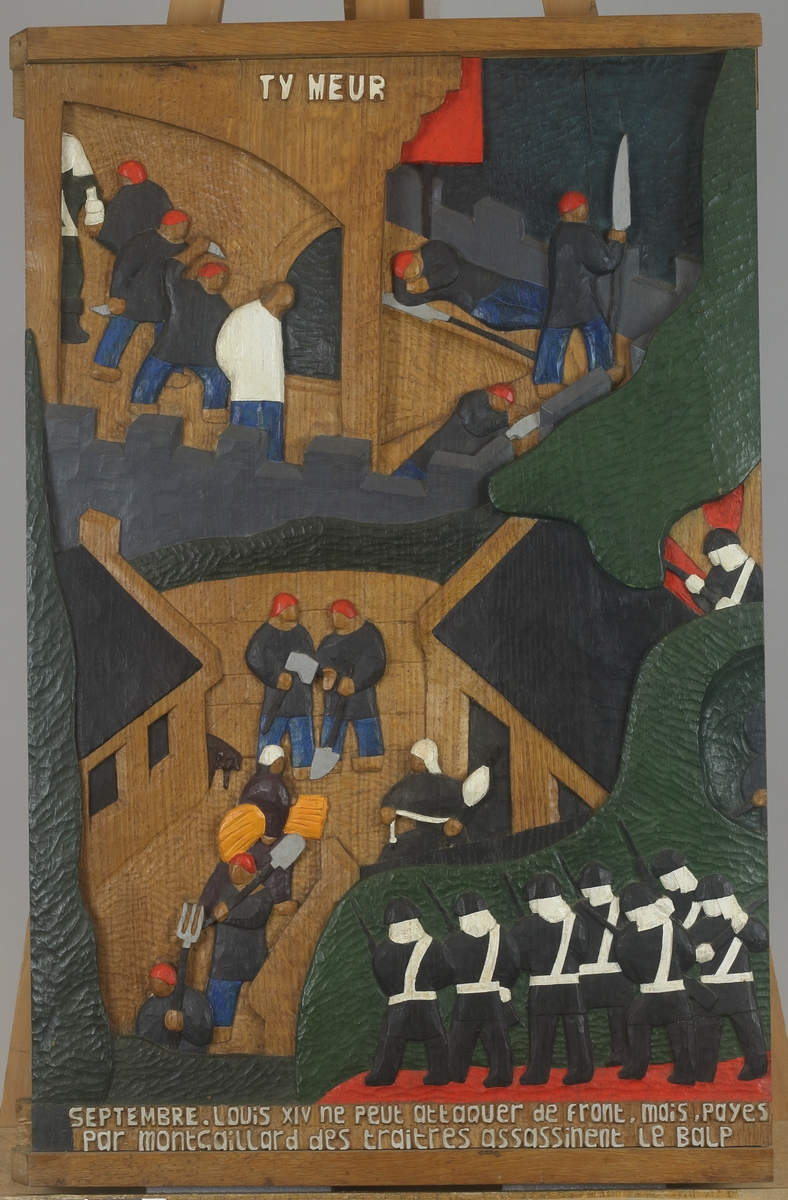
L'assassinat de Sébastien Le Balp au château du Tymeur le 3 septembre 1675

#### Joint français 72(1977-1981)
Joint français 72 est un bas-relief constitué de douze panneaux en bois polychrome, réalisé par Alain Marcon entre 1977 et 1981 et mesurant 12 mètres de hauteur sur 1,5 mètres de longueur.  
Le sculpteur représente chronologiquement plusieurs scènes de la grève du Joint français, ayant lieu à Saint-Brieuc du 15 février au 8 mai 1972. Pour assurer la fidélité de son œuvre, il rencontre des témoins de l'époque et s'appuie sur des archives photographiques et vidéographiques. 
En 2023, l'œuvre est acquise par la ville de Saint-Brieuc, à l'issue de l’exposition Vivre avec la grève du Joint français. Elle est désormais conservée au musée d’Art et d’Histoire de Saint-Brieuc.  

La grève du Joint français
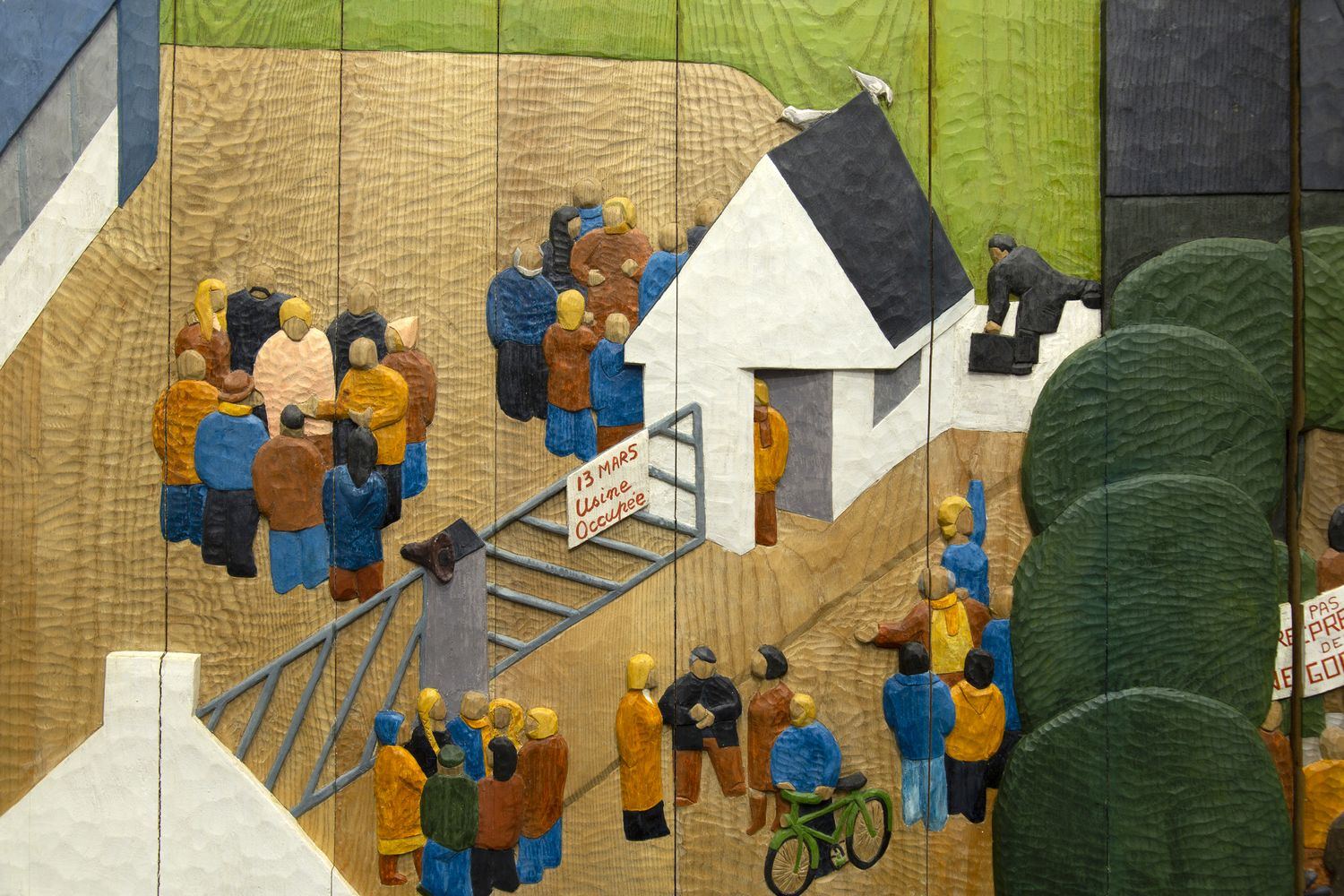
Première journée d'occupation à l'usine le 13 mars 1972
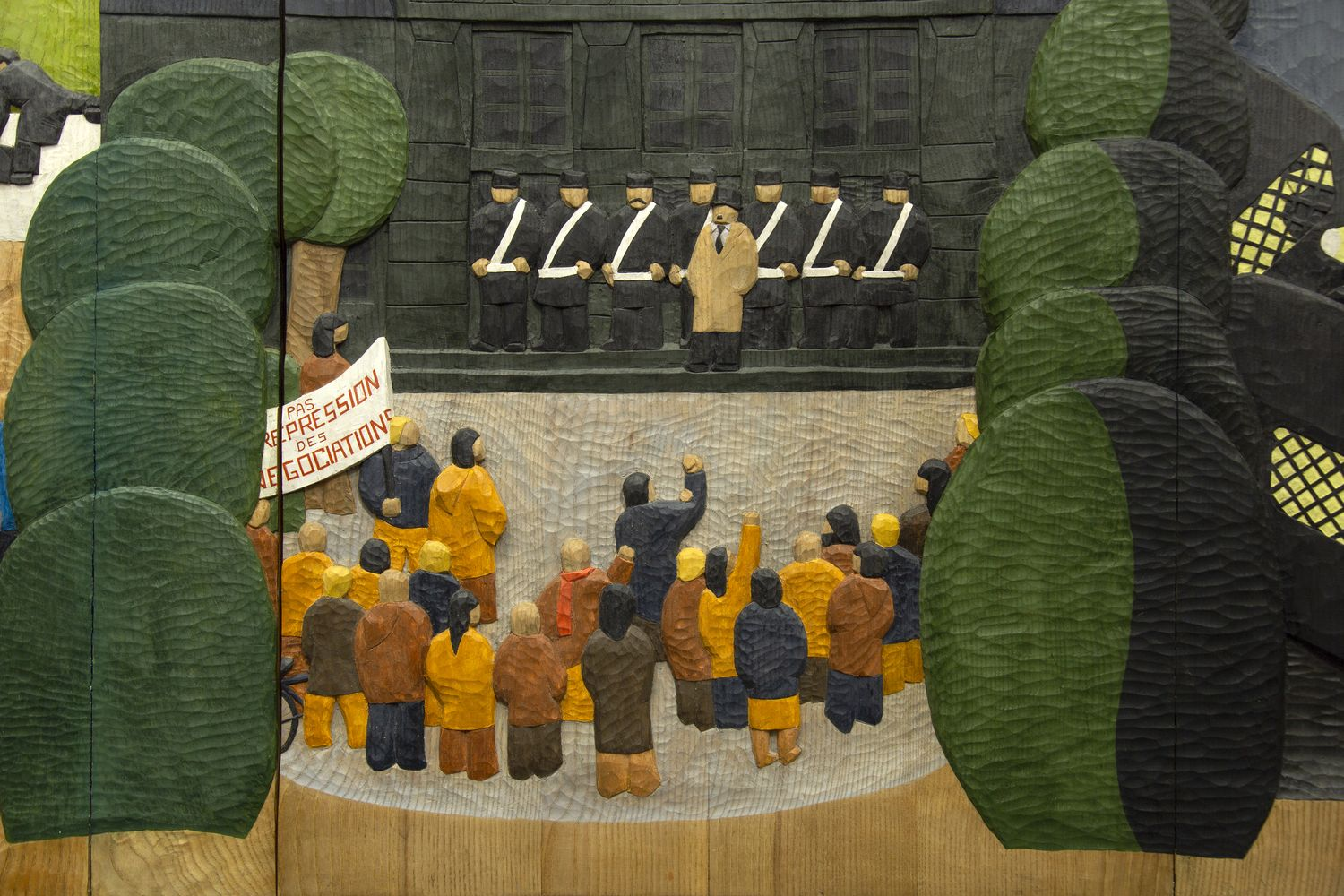
« Pas de répression, des négociations »
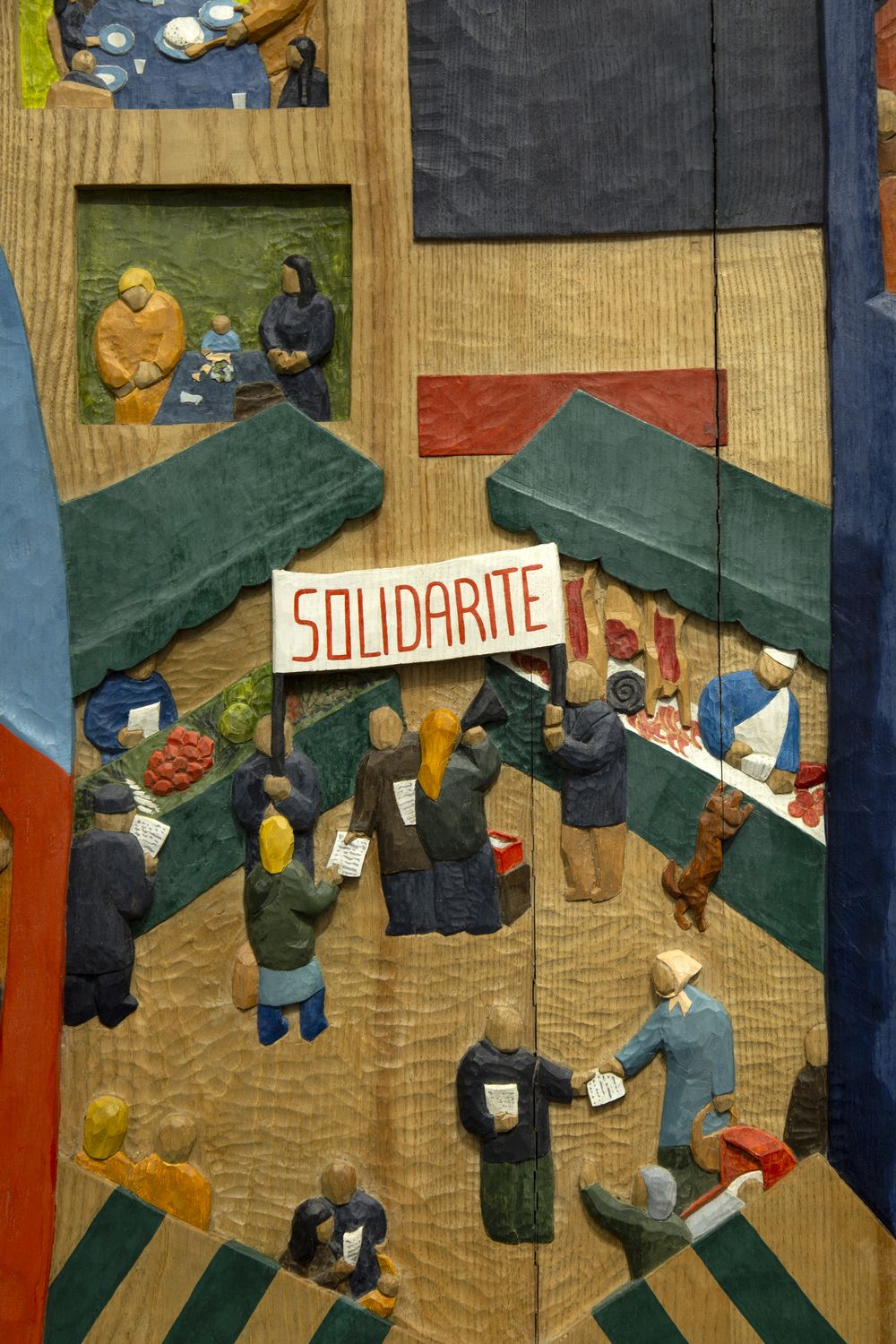
Distribution de tracts en solidarité avec les grévistes
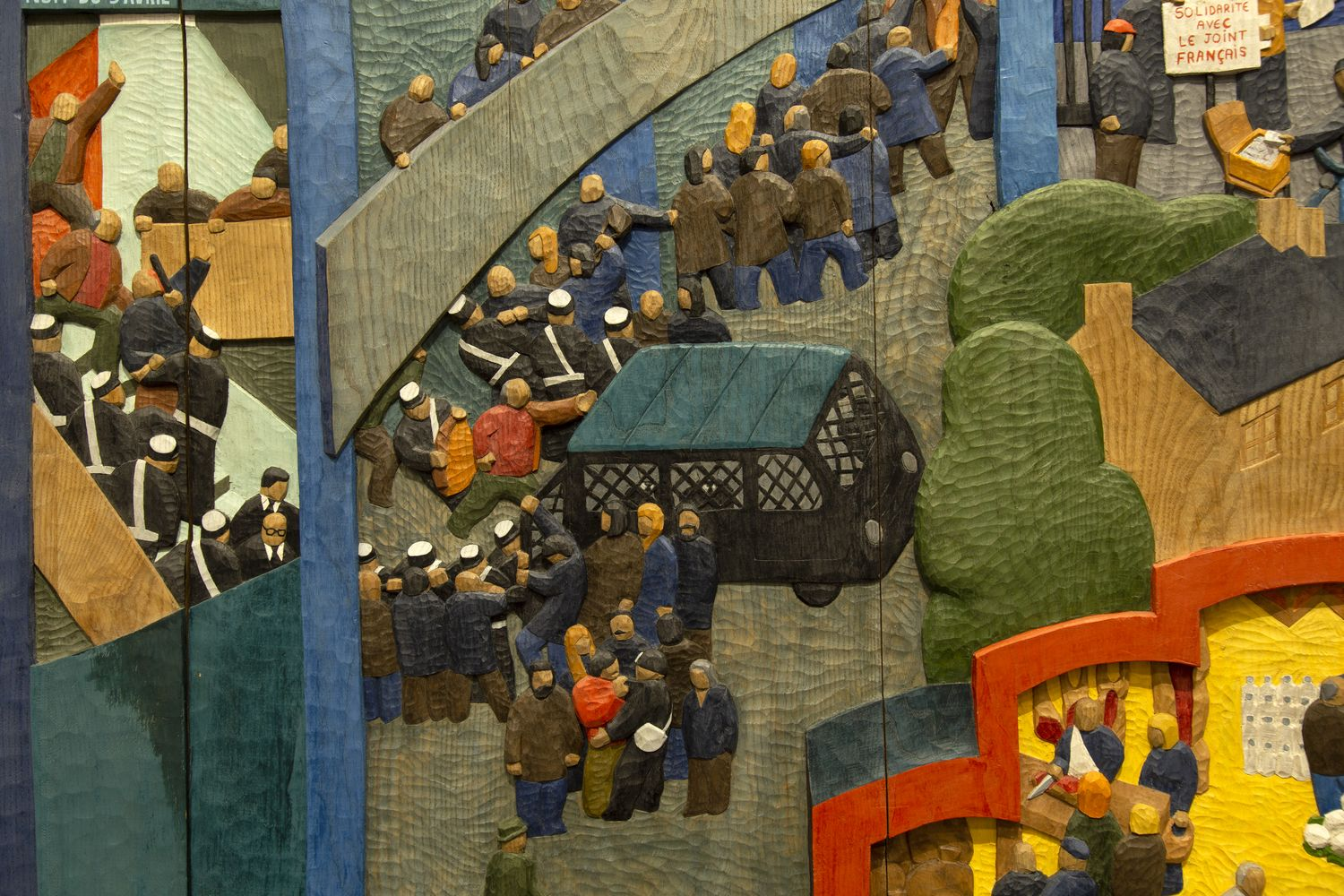
Affrontements entre les grévistes et la police le 7 avril 1972
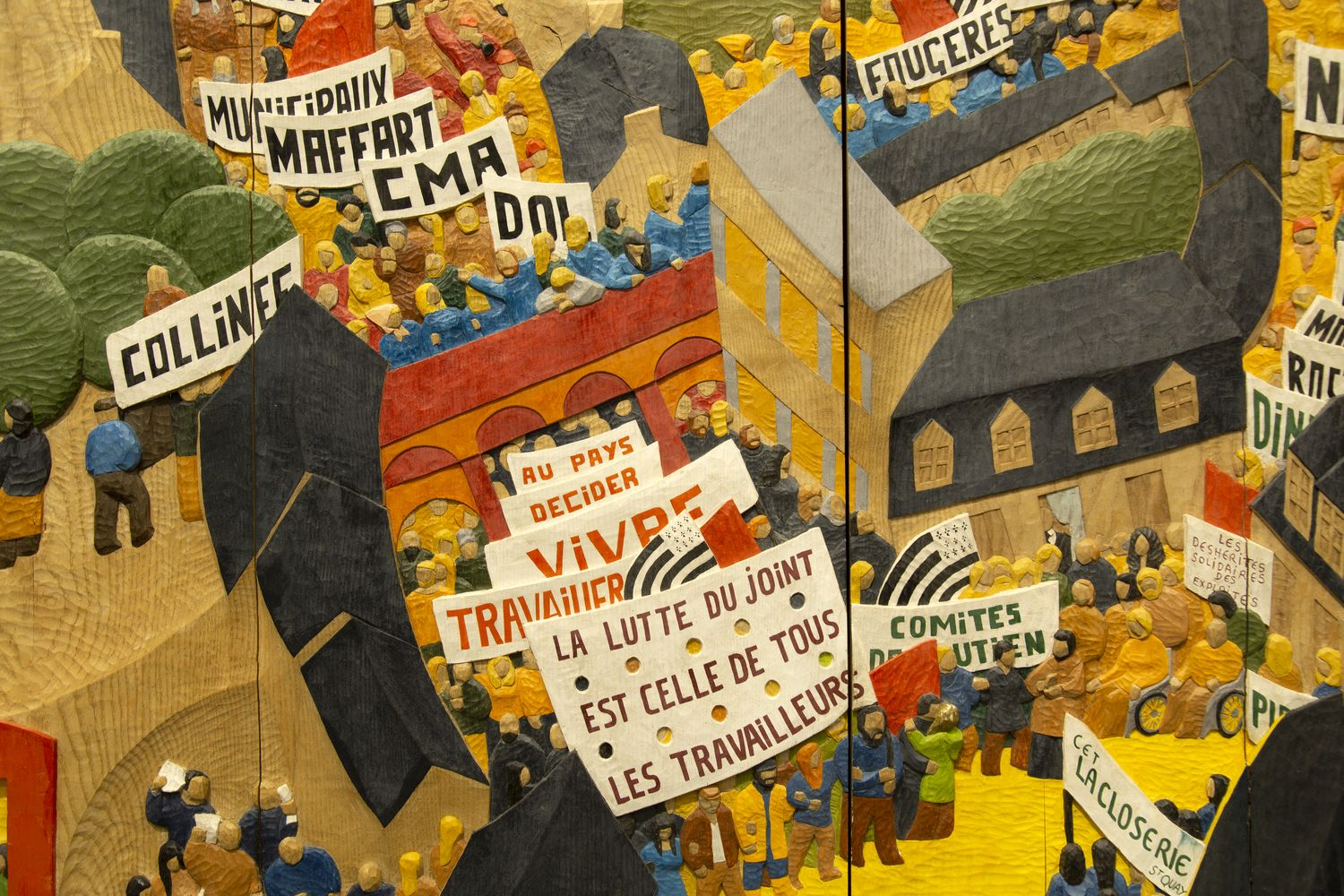
Manifestation du 18 avril 1972 à Saint-Brieuc
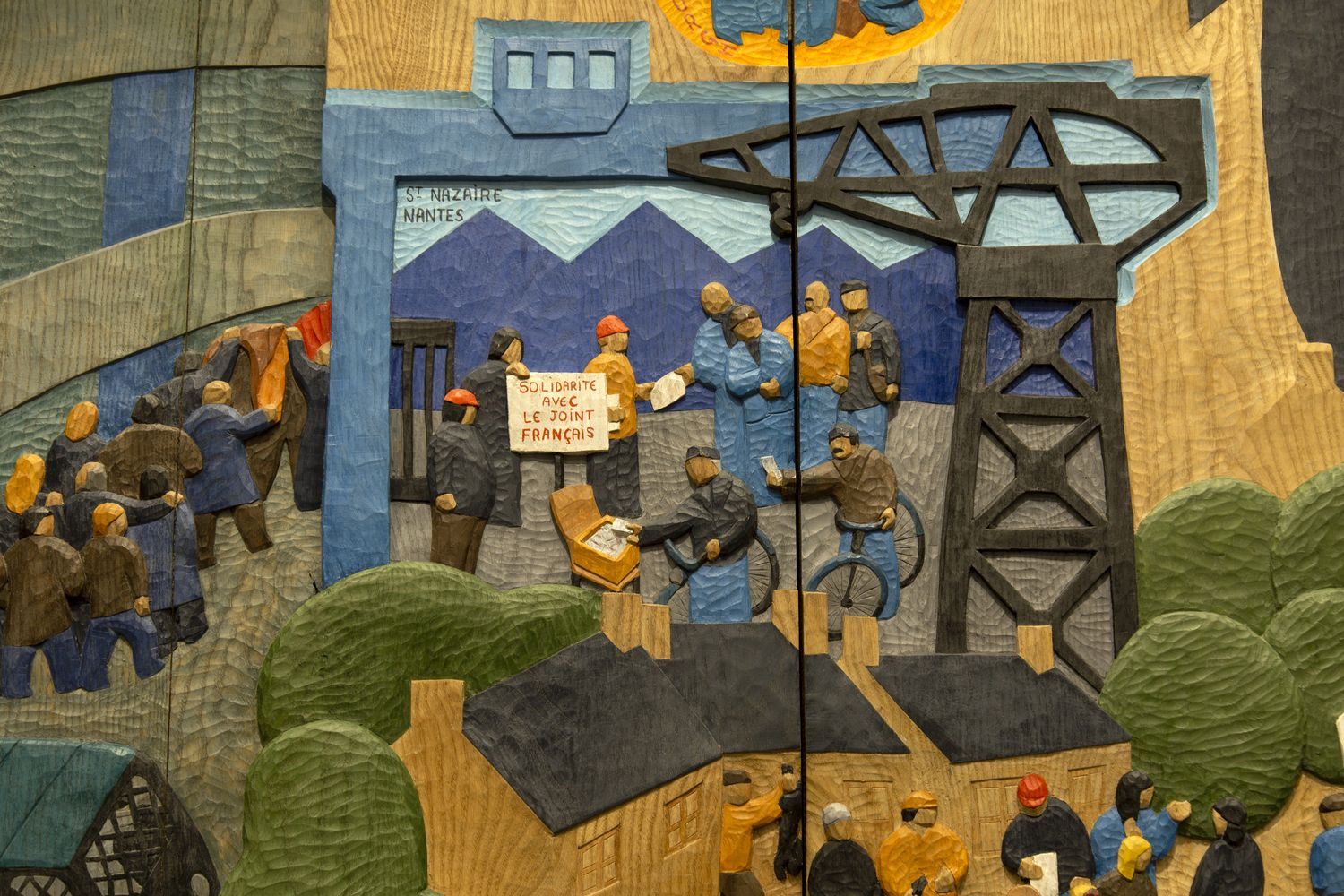
Distribution de tracts en solidarité avec les grévistes
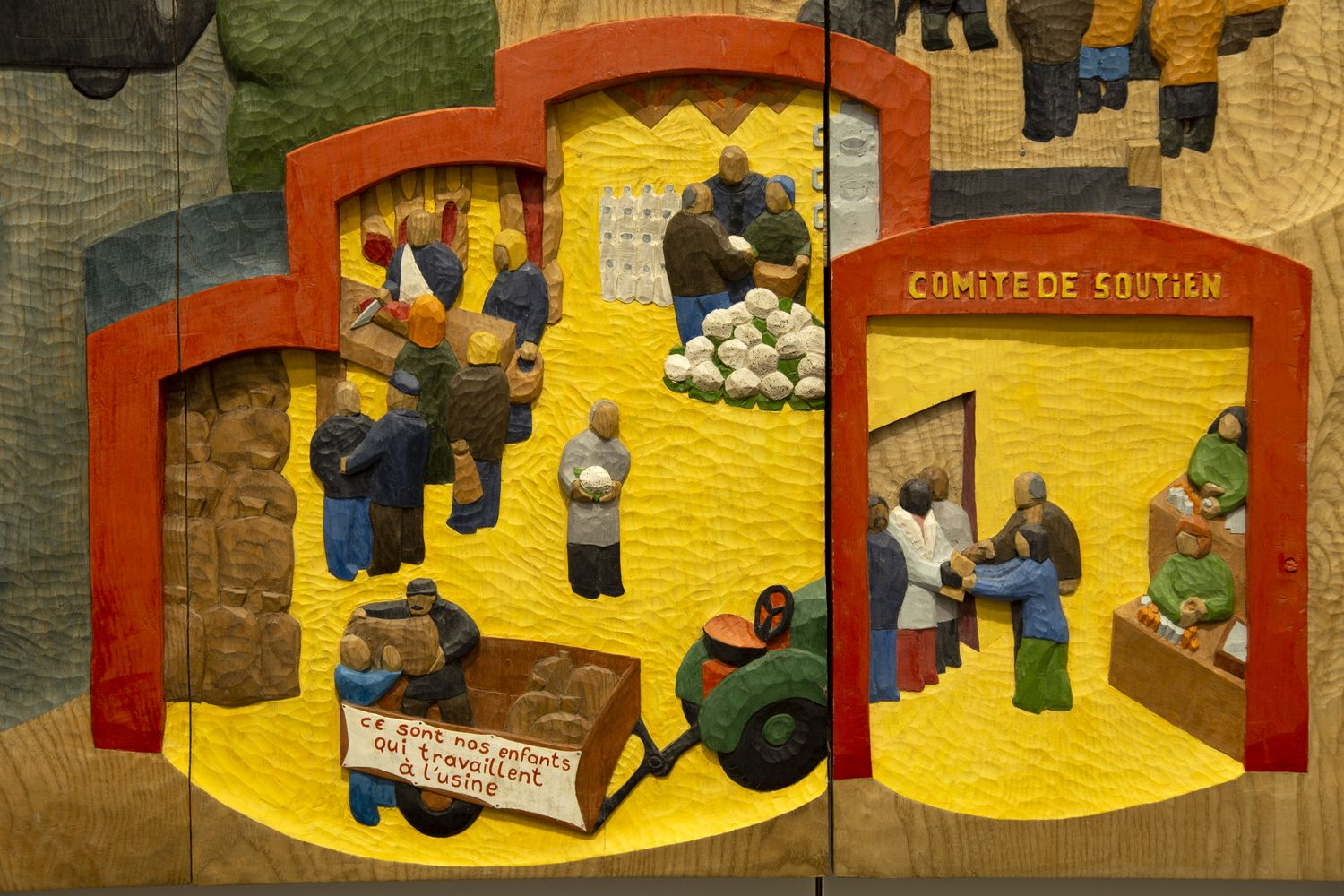
Comité de soutien des travailleurs agricoles
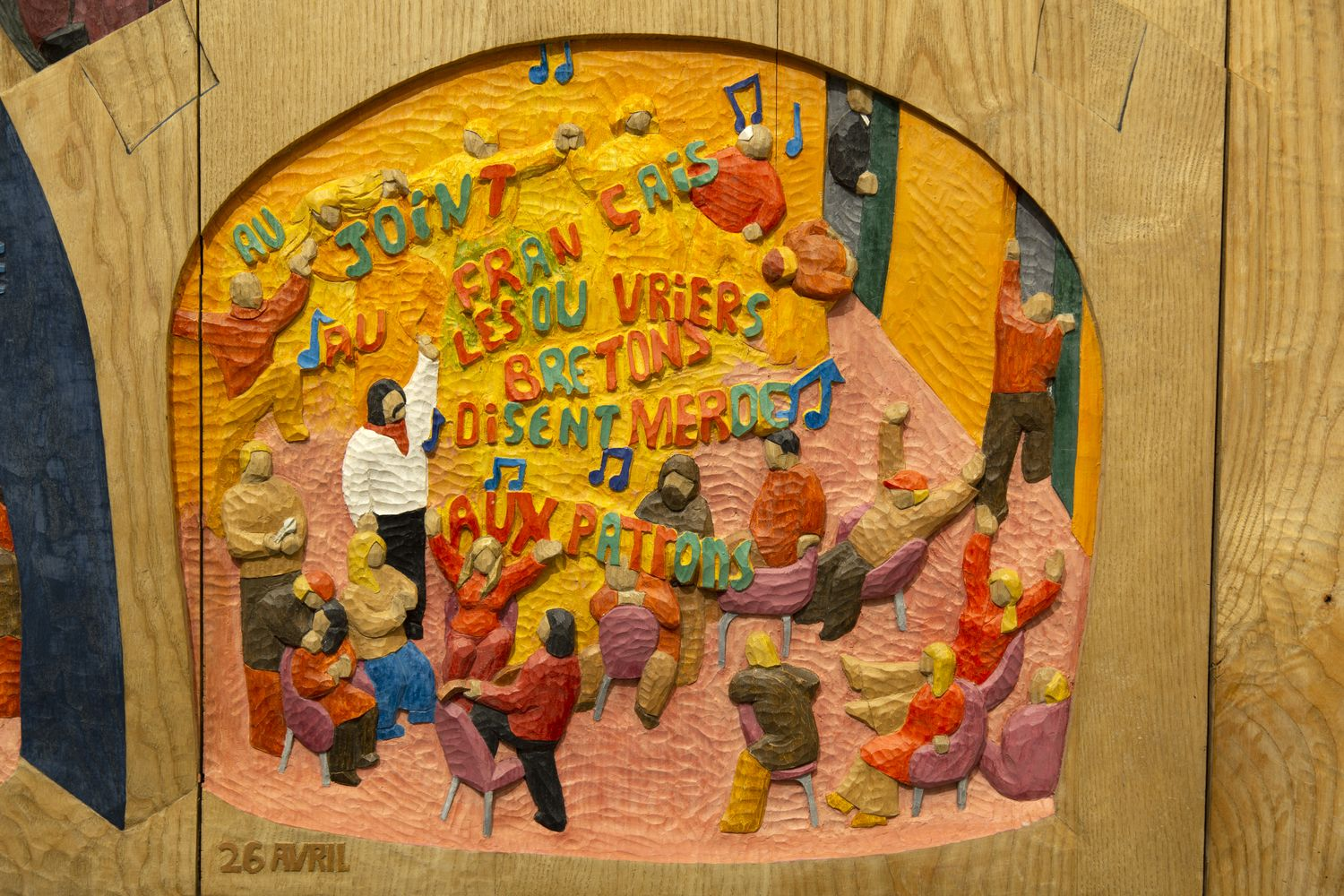
Chants et danses bretonnes
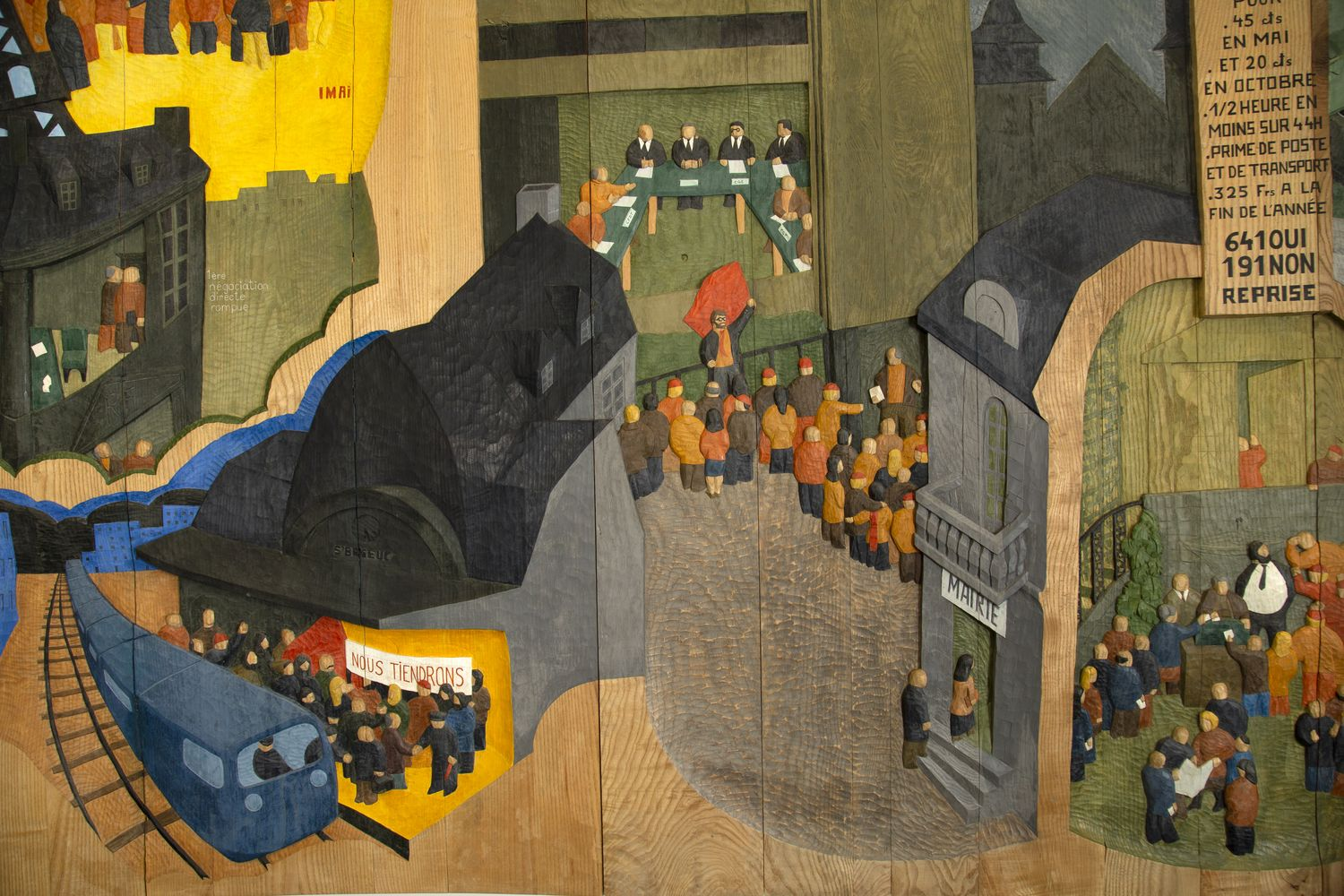
Départ des grévistes, en route vers Paris
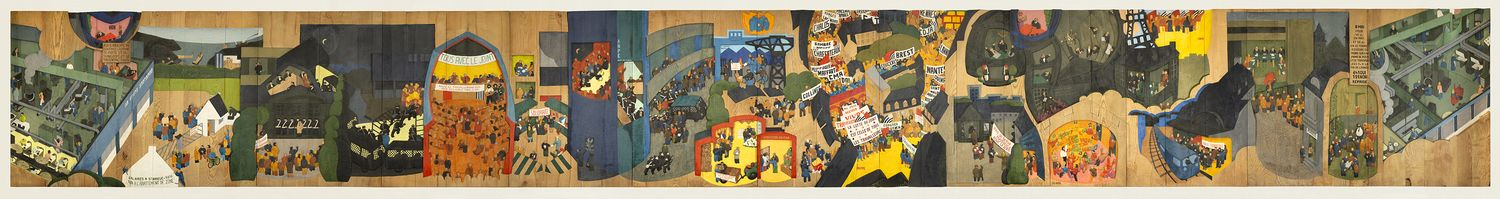
Vue complète Joint français 72, Alain Marcon, 1977-1981

#### Autres sculptures
- Le Déjeuner sur l'herbe, relief, bois et résine, polyester, 1982, 155 x 160, collection de l'artiste ;
- La Nuit du 13 décembre, sculpture, résine époxy, 1982, 42 x 38 x 30, collection particulière ;
- Prévert, sculpture, frêne, 1983, H. 170, collection particulière ;
- Le Visiteur, relief, 1984, 130 x 90, collection particulière ;
- Petit Prévert, sculpture, résine polyester, 1985, H. 50, collection Ville de Noyers ;
- L'Homme qui marche, sculpture, 1988, 185 x 120, collection de l'artiste ;
- Le Passeur, sculpture, 1989, 210 x 60 x 70, collection de l'artiste ;
- Le Journal, relief, 1991, 110 x 75, collection de l'artiste ;
- La Marche du grand-père, sculpture, tilleul, 1992, 225 x 80 x 70, collection de l'artiste ;
- Homme courant, relief, 1996, 130 x 90, collection particulière ;
- Sur un poème de Keats, relief, bois polychrome, 1996, 100 x 100, collection particulière ;
- Louis Guilloux, relief et dessins d'études, 1997, 200 x 75 x 60, collection Crédit Immobilier de Bretagne ;
- Le Veilleur de nuit, relief, 1998, 92 x 85, collection de l'artiste ;
- À bicyclette, relief, 1998, 100 x 100, collection particulière ;
- Quand j'étais cheval, 1998, H. 210, env. 80 x 80, collection particulière
- La Lampe d'architecte, relief, 1999, 65 x 60, collection de l'artiste ;
- La Liseuse sérieuse, sculpture, 2000, 140 x 50 x 40, collection de l'artiste ;
- La Promenade d'Emmanuel Levinas, relief, tilleul, 2001, 105 x 116, collection de l'artiste ;
- Falaises à Plouha, relief, bois polychrome, 2001, collection particulière ;
- Le Quatuor, haut relief, 2001, 180 x 80 x 30, collection particulière ;
- Brumes sur St-Cyprien, relief, 2001, 40 x 75, collection particulière ;
- Le Vieux mendiant à l'harmonica, relief, 2001, 48 x 70, collection de l'artiste ;
- Jeune femme au papillon, sculpture, 2002, 140 x 71 x 71, collection de l'artiste ;
- Promenade d'hiver, relief, 2002, 55 x 110, collection de l'artiste ;
- Paysage de Gwin-Segal, relief, 2002, 44 x 80, collection particulière ;
- Les Joueuses de cartes, sculpture, 2003-2005, 150 sur socle, 40 x 75, collection de l'artiste ;
- Temps de Nordet, relief, bois polychrome, 2004, 67 x 52, collection particulière ;
- La Pie frigorifiée, haut relief, tilleul, 2005, 172 sur socle, 80 x 33, collection de l'artiste ;
- La Violoncelliste 2, sculpture, tilleul, 2005, 180 x 50 x 50, collection de l'artiste ;
- Les Combattants 2, sculpture, 2005, 190 sur socle, 50 x 60, collection de l'artiste ;
- Faune - Une promenade de Messieurs Stéphane M. et Claude D., sculpture, tilleul et if, 2007, 85 x 50 x 70, collection de l'artiste ;
- Nuée d'orage, relief, tilleul, 2007, 150 cm, collection de l'artiste ;
- Le violoneux à la cape rouge, sculpture, tilleul, laiton, 2008, 76 x 46 x 65, collection de l'artiste ;
- Le paysage danse, sculpture, tilleul polychrome, 2008, 85 x 85 x 85, collection de l'artiste ;
- Nijinsky 2, sculpture, tilleul, 2009, 105 x 45 x 45, collection de l'artiste ;
- Ménade, sculpture, tilleul, 2009, 110 x 70 x 40, collection de l'artiste ;
- Une promenade sur le mont Lou, un matin clair et frais, sculpture, tilleul, 2011, 80 x 85 x 55 cm, collection de l'artiste ;
- Rat's round ou la grenouille et le bœuf, relief, tilleul, 2013, 110 x 144 x 5,5, collection de l'artiste ;
- L'homme sur la plage, sculpture, tilleul et métal, 2013, 220 x 65 x 80, collection de l'artiste ;
- Le bœuf écorché, relief, tilleul, septembre 2014, 120 x 75 x 5, collection de l'artiste ;
- Le sang noir - Gaza, sculpture, tilleul, métal, plastique, orme, octobre 2014, 83 x 75 x 55, collection de l'artiste ;
- Le chat d'Épicure, sculpture, tilleul, cyprès, chataignier, 173 x 45 x 55, 2015, collection de l'artiste ;
- Le violencelle bleu - Henri Dutilleux, sculpture, 2016, 92 x 65 x 65, collection de l'artiste ;
- Cerberland, sculpture, bois, 2016, 190 x 79 x 55, collection de l'artiste ;
- Le triptyque rouge, relief, 2016, 75 x 185 x 7,5, collection de l'artiste ;
- Le chat d'Épicure, relief, bois, 2017, 82 x 71, collection de l'artiste ;
- Apocalypse Disney, relief, tilleul, 2017, 80 x 60, collection de l'artiste ;
- Dans la neige, relief, tilleul, 2017, 57 x 80 cm, collection de l'artiste ;
- Une fille s'est mise à danser, relief, tilleul, 2018, 98 x 60 x 7 cm, collection de l'artiste ;
- En Méditerranée, relief, bois, 2018 ;
- Temps de chiens, relief, tilleul, 2019, 70 x 70 x 7,5, collection de l'artiste ;
- A smart world, relief, tilleul, 2021, 71 x 108, collection de l'artiste.

### Mosaïques urbaines
- Halle commerciale Dinard, ensemble de 22 mosaïques dans cadre inox, 1994, 80 cm (diamètre) ;
- Fontaine à Saint-Enogat Dinard, mosaïque sur ferro-ciment, 2000, 235 cm (hauteur) ;
- Jardin Odorico Chantepie, ferro-ciment et mosaïque, 2013.

### Gravures
- Dans la neige, 2018 ;
- Un temps de chiens, 2019 ;
- Le Goëland, 2019 ;
- La Méditerranée, 2019 ;
- Le Mur, 2019 ;
- Un temps de vautours, 2019.

## Expositions
- 17 août - 26 septembre 1981 : Centre d’action culturelle de Saint-Brieuc[12] ;
- 1983 : Festival Les Tombées de la Nuit, Rennes[4] ;
- 1986 : Galerie Lavignes, Paris[4] ;
- 1990 : Galerie Ikkon, Rennes[4] ;
- 1992 : Hall du Journal Le Monde, Ivry[4] ;
- 1995-1996 : Galerie S.21, Paris[4] ;
- 1997 : Musée des Arts Naïfs et Populaires de Noyers, Yonne[4] ;
- 1998 : Crédit immobilier de Bretagne, Rennes, Saint-Brieuc, Saint-Malo[4] ;
- 2 - 23 juin 2006 : Crédit immobilier de Bretagne, Saint-Brieuc[4] ;
- 24 juin - 3 septembre 2006 : Musée de l'Hospice Saint-Roch, Issoudun[4] ;
- 28 octobre 2006 - 15 avril 2007 : Musée des Beaux-Arts La Cohue, Vannes[4] ;
- 16 novembre 2020 - 18 janvier 2021 : Galerie du Passe-Partout, Saint-Brieuc[13] ;
- Octobre 2022 - novembre 2022 : Galerie du Passe-Partout, Saint Brieuc[14] ;
- 18 septembre 2022 - 31 avril 2023 : Vivre avec la grève du Joint français, musée d’Art et d’Histoire de Saint-Brieuc[1] ;
- 2024 : Centre culturel Le Cap, Plérin[15].